# Chó Labrador Husky
Chó Labrador Husky là một giống chó thuần chủng đặc biệt. Nó thường bị nhầm lẫn với một giống chó tạp chủng Husky-Lab nhưng trên thực tế, nó là một giống riêng biệt. Labrador Husky ban đầu được đưa đến Labrador, Canada vào những năm 1300 bởi người Inuit. Mục đích chính của giống chó này là trợ giúp người Inuit sống sót trong một môi trường khắc nghiệt. Để làm như vậy, Labrador Husky được huấn luyện để kéo xe trượt chở hàng hóa. Labrador Husky được biết đến là những con chó có kích thước to lớn nhưng lại mềm mỏng. Loài này có thể phát triển lớn hơn giống Chó Husky Siberia thường được biết đến với trọng lượng nằm trong khoảng từ 60 đến 100 pound. Giống chó này đã được thuần hóa bởi các gia đình để phục vụ như một vật nuôi gia đình. Ngoài ra, giống chó này đối xử tốt với trẻ em khi được huấn luyện đúng cách và đòi hỏi một chủ sở hữu cam kết duy trì nhu cầu của chúng. Một số trong những nhu cầu này bao gồm chải chuốt thích hợp có nghĩa là chải thường xuyên lớp lông đôi dày của nó để đảm bảo nó được sống sót. Loài này có xu hướng có một số vấn đề sức khỏe nghiêm trọng bao gồm loạn sản hông nhưng nói chung, chúng sẽ sống ở bất cứ đâu với tuổi thọ trung bình khoảng từ 10 đến 13 năm.